# Angelo Tenconi
Angelo Tenconi (Uboldo, 11 ottobre 1934) è un pilota motociclistico italiano, ritiratosi dall'attività agonistica.
Specialista delle gare in salita, è stato per 7 volte campione italiano (nelle classi 60, 175 e 250) e per 5 volte campione europeo.
Fu inoltre autore, assieme a Vittorio Brambilla, di due record di velocità con la Moto Guzzi V7 Record.

## Carriera
A 15 anni corse le prime gare di gincana. Nel 1956 partecipò alla Milano-Taranto con una Gilera 175 bicilindrica, ottenendo il 6º posto di categoria.
Nel 1959 alla guida di un Aermacchi 175 conquistò il campionato Italiano della Montagna categoria sport, vincendo 7 delle 10 prove in programma. L'anno successivo riconquistò il titolo italiano nella medesima categoria. Sempre con l'Aermacchi, ma nella classe 250, conquistò il campionato italiano nel 1965, 1966, 1967 e 1968. Nel 1967 vinse l'italiano anche nella classe 60, in sella ad una Minarelli.
Nel frattempo partecipò anche al campionato europeo, dove conquistò il primo titolo nel 1963 alla guida di una MotoBi 250. Passato all'Aermacchi 250, vinse nuovamente nel 1964, 1965, 1966 e 1967. Nel 1968 il titolo europeo venne in un primo momento assegnato nuovamente a Tenconi, ma in seguito fu riassegnato allo svizzero Walter Rungg.
Vinse 5 edizioni della Cernobbio-Bisbino, la prima nel 1954 su una Ceccato 175, le altre su Aermacchi 250. Di questa gara Tenconi detiene ancora il record, 13' 04" 9, stabilito l'11 giugno 1967.
In seguito stabilì due record di velocità, uno assieme a Vittorio Brambilla, con la Moto Guzzi V7 Record.

## Risultati nel motomondiale
| 1963 | Classe | Moto |    |    |    |  |  |  |  |  |  |     |  |    |  | Punti | Pos. |
| ---- | ------ | ---- | -- | -- | -- |  |  |  |  |  |  | --- |  | -- |  | ----- | ---- |
| 1963 | 500    | M.G. | NE | NE | NE |  |  |  |  |  |  | Rit |  | NE |  | 0     |      |

| 1965 | Classe | Moto      |  |  |  |  |  |  |  |  |  |  |  |    |  | Punti | Pos. |
| ---- | ------ | --------- |  |  |  |  |  |  |  |  |  |  |  | -- |  | ----- | ---- |
| 1965 | 250    | Aermacchi |  |  |  |  |  |  |  |  |  |  |  | 10 |  | 0     |      |

| 1966 | Classe | Moto      |    |  |  |  |    |  |  |  |  |  |    |  |  | Punti | Pos. |
| ---- | ------ | --------- | -- |  |  |  | -- |  |  |  |  |  | -- |  |  | ----- | ---- |
| 1966 | 350    | Aermacchi | NE |  |  |  | NE |  |  |  |  |  | 10 |  |  | 0     |      |

| Legenda | 1º posto        | 2º posto            | 3º posto            | A punti      | Senza punti        | Grassetto – Pole position Corsivo – Giro più veloce |
| Legenda | Gara non valida | Non qual./Non part. | Ritirato/Non class. | Squalificato | '-' Dato non disp. | Grassetto – Pole position Corsivo – Giro più veloce |

### Annotazioni
1. ↑  Alcune fonti accreditano a Tenconi 6 titoli, conteggiando erroneamente anche quello del 1968, che come specificato nel corpo della voce fu invece assegnato a Walter Rungg

### Fonti
1. 1 2 3 4 5 6 7   The king of uphill races: Angelo Tenconi (PDF) [collegamento interrotto], su panathloncomo.it. URL consultato il 31 maggio 2013.
2. ↑   Tenconi Angelo, su circuitospedaletti.it. URL consultato il 30 maggio 2013 (archiviato dall'url originale il 5 marzo 2016).
3. ↑   Mario Colombo, Moto Guzzi - 80 anni di storia, Nada,  p. 252, ISBN 8879112279.